# Baron Waqa

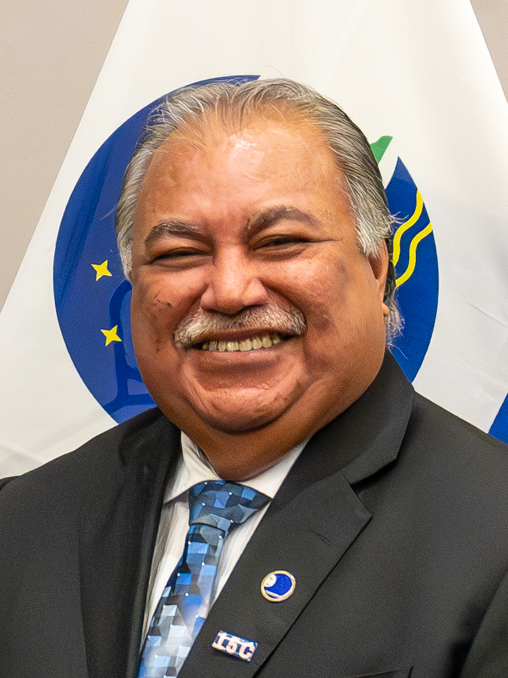
Baron Waqa (2024)

Baron Divavesi Waqa (* 31. Dezember 1959) ist ein nauruischer Politiker. Er war von Juni 2013 bis August 2019 Präsident Naurus.

## Ausbildung
Waqa erwarb 1981 ein Teachers Training Certificate am Nasinu Teachers College in Suva im pazifischen Inselstaat Fidschi und schloss 1986 ein Studium an der dortigen University of the South Pacific mit dem Abschluss Bachelor of Education ab. Anschließend studierte er in Australien an der Monash University in Melbourne und erwarb dort im Jahr 1993 den Abschluss Master of Educational Policy & Administration.

## Politische Karriere
Bei den Parlamentswahlen im Mai 2003 wurde Waqa für den Wahlkreis Boe ins nauruische Parlament gewählt. Während der Präsidentschaft Ludwig Scottys war Waqa Innen- und Erziehungsminister, musste diesen Posten jedoch wieder abgeben, als Scotty in einem Misstrauensvotum René Harris unterlag. Waqa verblieb jedoch noch als Mitglied im Parlament.
Am 23. April 2004 nahm Waqa zusammen mit seinen Parlamentskollegen Kieren Keke, David Adeang und Fabian Ribauw bei heftigen Protesten beim internationalen Flughafen in Yaren teil. Es wurde gegen die Regierungspolitik in Bezug auf die afghanischen Asylbewerber im australischen Internierungslager auf Nauru sowie gegen den „Deadlock“ des Parlaments demonstriert. Allen vier Politikern drohten wegen der Teilnahme bis zu 14 Jahren Haft. Die Haftstrafen wurden jedoch aufgehoben, als Ludwig Scotty am 22. Juni 2004 die Präsidentschaft wiedererlangte. Waqa wurde dabei von Scotty erneut zum Erziehungsminister ernannt.
Am 11. Juni 2013 wurde Waqa als Nachfolger Sprent Dabwidos zum Präsidenten Naurus gewählt und bildete daraufhin seine Regierung. Bei den turnusmäßigen Parlamentswahlen im Juli 2016 wurde er in diesem Amt bestätigt.
Bei der Parlamentswahl 2019 erreichte Waqa im Wahlkreis Boe nur den dritthöchsten Wert bei der Stimmenauszählung und verpasste somit den erneuten Einzug ins Parlament.

## Privates
Waqa ist auch einer der wenigen Komponisten in Nauru, jedoch ist das Komponieren von Musik seine Freizeitbeschäftigung. Seine Werke werden immer wieder auf dem Aiue Boulevard in Orro im Distrikt Aiwo aufgeführt, sind jedoch außerhalb Naurus kaum bekannt.